# Lødingen
Lødingen (nordsamiska: Lodegak, lulesamiska: Lådik) är en kyrkby som utgör centralort och enda tätort i Lødingens kommun i Nordland fylke i norra Norge. Orten ligger vid riksväg 85, på norra sidan av Vestfjorden och har färjeförbindelse med byn Bognes på andra sidan fjorden. Här finns Lødingens kyrka.

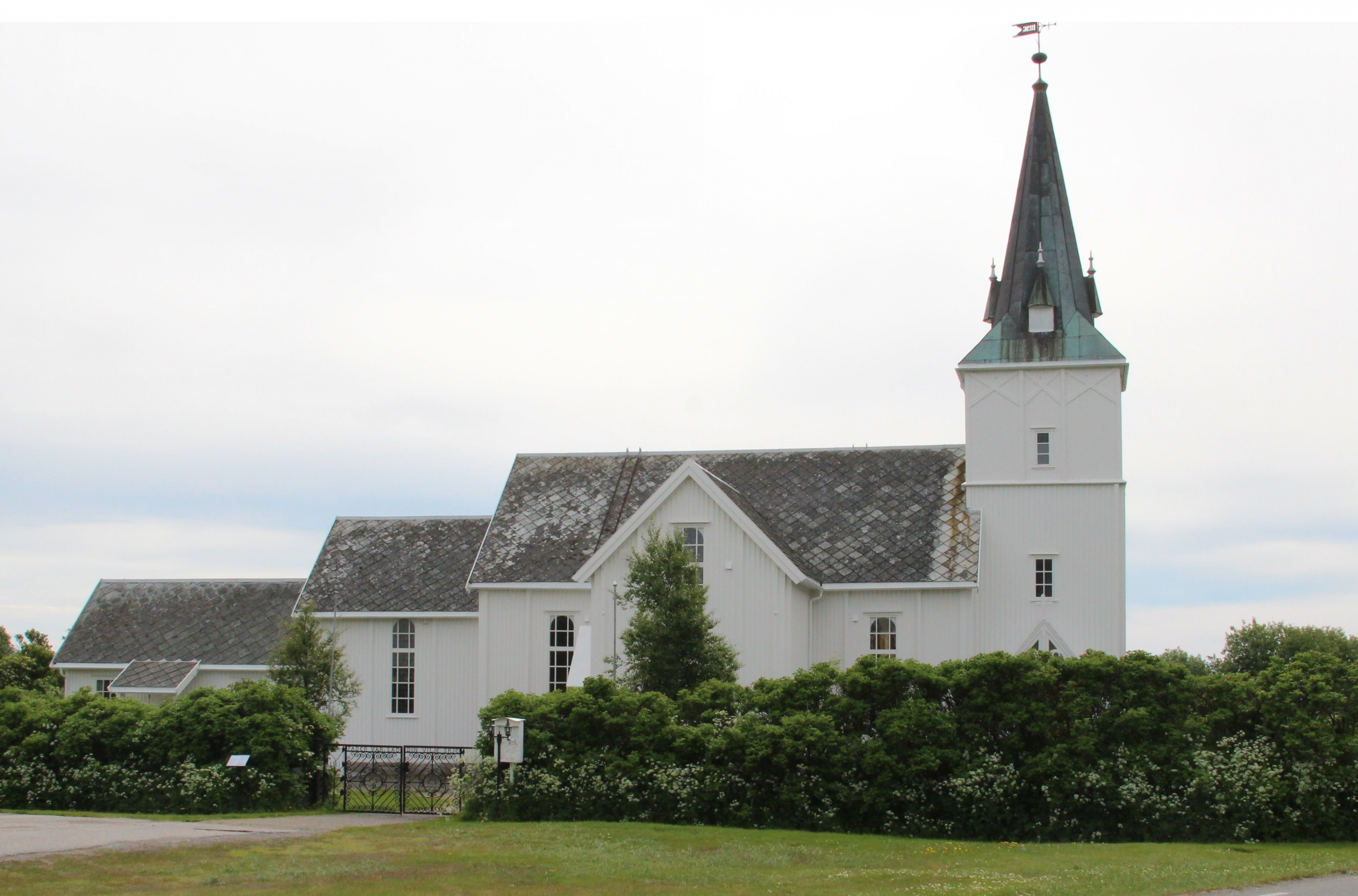
Lødingens kyrka.